# Campionati europei di corsa su strada 2025
Il I Campionato europeo di corsa su strada si è tenuto il 12 e 13 aprile 2025 a Bruxelles e Lovanio. Si è trattato della più importante manifestazione europea di corsa su strada nel 2025.
Il 30 giugno 2023 il presidente della European Athletics, Dobromir Karamarinov, ha reso ufficiale luogo e data del campionati.
Il 20 dicembre 2023 si sono aperte le pre-registrazioni per gli amatoriali. Il campionato, infatti, permette anche ai non professionisti di partecipare alla competizione europea.

## Risultati

### Uomini
| Specialità                  | Oro                                                      | Prestazione | Argento                                               | Prestazione | Bronzo                                                     | Prestazione |
| 10km                        |                                                          |             |                                                       |             |                                                            |             |
| Gara individuale (dettagli) | Yann Schrub                                              | 27'37"      | Etienne Daguinos                                      | 27'46"      | Isaac Kimeli                                               | 27'58"      |
| Gara a squadre (dettagli)   | Francia Yann Schrub Etienne Daguinos Fabien Palcau       | 1h23'28"    | Spagna Jesús Ramos Juan Antonio Pérez Ilias Fifa      | 1h24'55"    | Belgio Isaac Kimeli Clément Deflandre Arnaud Dely          | 1h25'22"    |
| Mezza maratona              |                                                          |             |                                                       |             |                                                            |             |
| Gara individuale (dettagli) | Jimmy Gressier                                           | 59'45"      | Awet Nftalem Kibrab                                   | 1h01'08"    | Valentin Gondouin                                          | 1h01'54"    |
| Gara a squadre (dettagli)   | Francia Jimmy Gressier Valentin Gondouin Bastien Augusto | 3h04'38"    | Spagna Jorge Blanco Alvarez Carlos Mayo Javier Guerra | 3h07'30"    | Italia Yohanes Chiappinelli Ahmed Ouhda Xavier Chevrier    | 3h08'42"    |
| Maratona                    |                                                          |             |                                                       |             |                                                            |             |
| Gara individuale (dettagli) | Iliass Aouani                                            | 2h09'05"    | Gashau Ayale                                          | 2h09'08"    | Maru Teferi                                                | 2h09'17"    |
| Gara a squadre (dettagli)   | Israele Gashau Ayale Maru Teferi Haimro Alame            | 6h27'52"    | Belgio Dorian Boulvin Thomas De Bock Yohan Zaradzki   | 6h38'39"    | Turchia İlham Tanui Özbilen Kaan Kigen Özbilen Hüseyin Can | 6h39'17"    |

### Donne
| Specialità                  | Oro                                                        | Prestazione | Argento                                                   | Prestazione | Bronzo                                                  | Prestazione |
| 10km                        |                                                            |             |                                                           |             |                                                         |             |
| Gara individuale (dettagli) | Nadia Battocletti                                          | 31'10"      | Eva Dieterich                                             | 31'25"      | Klara Lukan                                             | 31'26"      |
| Gara a squadre (dettagli)   | Italia Nadia Battocletti Sofija Jaremčuk Valentina Gemetto | 1h34'33"    | Germania Eva Dieterich Elena Burkard Lisa Merkel          | 1h35'38"    | Francia Mekdes Woldu Léonie Périault Aude Clavier       | 1h26'28"    |
| Mezza maratona              |                                                            |             |                                                           |             |                                                         |             |
| Gara individuale (dettagli) | Chloé Herbiet                                              | 1h10'43"    | Juliette Thomas                                           | 1h10'57"    | Sara Nestola                                            | 1h11'26"    |
| Gara a squadre (dettagli)   | Belgio Chloé Herbiet Juliette Thomas Victoria Warpy        | 3h34'59"    | Italia Sara Nestola Rebecca Lonedo Nicole Svetlana Reina  | 3h38'20"    | Spagna Meritxell Soler María José Pérez Ikram Rharsalla | 3h39'06"    |
| Maratona                    |                                                            |             |                                                           |             |                                                         |             |
| Gara individuale (dettagli) | Fatima Nafie                                               | 2h27'14"    | Majida Maayouf                                            | 2h27'41"    | Lonah Chemtai Salpeter                                  | 2h28'01"    |
| Gara a squadre (dettagli)   | Spagna Fatima Nafie Majida Maayouf Esther Navarrete        | 7h24'44"    | Israele Lonah Chemtai Salpeter Maor Tiyouri Helen Volfson | 7h40'18"    | Belgio Hanne Verbruggen Kim Geypen Amélie Saussez       | 8h01'37"    |

## Medagliere
| Posiz. | Nazione  | Oro | Argento | Bronzo | Totale |
| ------ | -------- | --- | ------- | ------ | ------ |
| 1      | Francia  | 4   | 1       | 2      | 7      |
| 2      | Italia   | 3   | 1       | 2      | 6      |
| 3      | Spagna   | 2   | 3       | 1      | 6      |
| 4      | Belgio   | 2   | 2       | 3      | 7      |
| 5      | Israele  | 1   | 2       | 2      | 5      |
| 6      | Germania | 0   | 2       | 0      | 2      |
| 7      | Norvegia | 0   | 1       | 0      | 1      |
| 8      | Slovenia | 0   | 0       | 1      | 1      |
| 9      | Turchia  | 0   | 0       | 1      | 1      |
| Totale | Totale   | 12  | 12      | 12     | 27     |